# 불가항력
불가항력(不可抗力, force majeure)은 자연재해나 천재지변을 포함하여 외부로부터 발생한 일로서 보통 필요하다고 인정되는 수단을 다하여서도 피할 수 없었던 것을 지칭하는 법률용어이다. 주로 사법(私法)상의 책임 또는 채무 그 밖의 불이익을 면하게 하는 항변 사유가 되는 관념이다. 불가항력의 대표적인 예로서 자연사, 폭풍우, 홍수, 지진, 낙뢰(이상은 인간의 힘이 전혀 가해지지 않고 상당한 주의를 했더라도 방지할 수 없는 것과 같은 자연현상으로 보아야 할 사고이다), 화재, 산업혼란, 재앙, 정부법령의 변동, 폭동, 반란, 전쟁 등이 있다.

## 법계별 차이
계약의 이행불능에 관한 영미법과 대륙법의 입장은 매우 상이하다. 대륙법은 로마법 이래의 원칙에 따라 당사자의 귀책사유 없이 후발적 불능사태가 발생하면 당사자의 계약상 채무는 소멸하고, 이는 손해배상의 원인이 되지 않는다는 입장을 취하고 있다. 반면, 영미법에서는 당사자의 귀책사유 없는 후발적 불능이라고 하여 계약의 효력에 당연히 영향을 미치지 못한다고 한다. 즉, 당사자 자신이 계약자유의 원칙에 따라 계약의무를 부담한 이상 계약문언상 예상하지 못한 후발적 이행불능의 경우에도 이행의무가 당연히 면제되는 것은 아니라고 하며, 그 논거로서 당사자는 사전에 후발적 이행불능을 예상하여 대처할 수 있었음에도 불구하고 이 조치를 취하지 않은 경우 그 법적 효과를 주장할 수 없다는 점을 든다. 그러므로, 국제계약의 체결 시에는 불가항력에 관한 영미법의 태도를 유의하여야 한다. 즉, 불가항력 조항의 작성 및 해석에 있어서 불가항력의 사태가 발생하여도 곧 면책의 효과가 발생하는 것이 아니며, 그 사태발생을 즉시 상대방에게 통지하거나 그 이외에 계약이행을 위한 최선의 노력이나 상대방의 손해를 최소로 줄이는 등의 노력이 필요하다는 것을 상기할 필요가 있다.

## 계약법
계약법에서 계약에 특약이 없는 한 계약위반에 의한 소송에서 불가항력은 유효한 항변이 된다.  일반적으로 보험계약에서 보험자는 피보험자에 대하여, 특약이 없는 한 불가항력에 의한 손해를 전보할 의무를 지지 않는다.

### 사례
2011년 2월, 리비아 국영 석유회사들은 리비아에서 발생한 유혈 사태를 이유로 하여 불가항력을 선언하였다. 일본의 조선업계는 2011년 3월 일본에서 발생한 강력한 지진과 전력 제한 등의 사유로 납기지연에 대하여 불가항력을 선언하였다.

## 불법행위법
불법행위에서 불가항력을 직접원인으로 하여 발생한 손해에 대하여는 손해배상의 의무가 발생하지 않는다.

## 기타
대한민국의 지방세특례제한법 및 그 시행령에 의하면, 천재지변, 지진, 풍수해, 벼락, 화재, 전화(戰禍), 도괴(倒壞) 또는 이와 유사한 재해를 사유로 지방세 감면을 할 수 있다.  (법 제4조 제3항 및 시행령 제2조 제3항)

## 같이 보기
- 사정변경의 원칙

## 참고 자료
강영호 외 6 (편집.). 《핵심 법률용어사전》 초판. 청림출판. 408쪽. ISBN 89-352-0366-1.